# Бульвар Сансет
Бульва́р Са́нсет (англ. Sunset Boulevard, дословно «закатный бульвар») — улица в городе Лос-Анджелес, штат Калифорния, США.

## Географические данные
Бульвар Сансет, протяжённость которого около 36 километров, является одной из главных улиц Лос-Анджелеса. Он начинается от Фигероу-стрит в центре Лос-Анджелеса, и идет через Голливуд, Западный Голливуд, Беверли-Хиллз, Холмби-Хиллз, Бел-Эир, Брентвуд до пересечения с Тихоокеанским шоссе.

## История
В 1877 году Гораций Уилкокс, один из первых владельцев недвижимости, приехавший из Канзаса, решил разделить свои 20 акров (8,1 га) земли (в основном фруктовые сады и виноградники) вдоль бульвара Сансет, включая то, что сегодня является Hollywood and Vine.
В 1890 году бельгийский дипломат Виктор Понэ купил 240 акров (97 га) бывшего земельного участка ранчо Ла — Брея. Его зять, Фрэнсис С. Монтгомери, унаследовал эту собственность и создал Sunset Plaza.
Согласно статье 1901 года в Los Angeles Herald, бульвар простирался от Голливуда на западе до Мэрион-авеню в районе Эхо-Парк на востоке. Совет общественных работ предложил расширить Сансет, проложив дорогу через существующий участок Bellevue Avenue, но план был отложен примерно до 1904 года, из-за активного противодействия землевладельцев.
На бульваре Сансет находится старая студия братьев Уорнеров, входящая в национальный реестр исторических мест США.
Сансет-стрип — часть бульвара Сансет, идущая через Западный Голливуд, является центром ночной жизни Лос-Анджелеса. Здесь находится множество ресторанов, рок-клубов и ночных клубов (в их числе The Roxy Theatre, Whisky a Go Go, House of Blues, Viper Room).

Я королева красоты,

Я родилась на свете.

И жизнь мне заново начать

Случилось на Сансете.
— Жанна Агузарова, «Королева красоты»[значимость факта?]

## Галерея
- Сансет-Тауэр[англ.], Бульвар Сансет 8258, Западный Голливуд
- Там же
- Основное здание Лос-анджелесского колледжа кино[англ.] на Бульваре Сансет